# オークランドパーク (フロリダ州)
オークランドパーク（Oakland Park）は、アメリカ合衆国フロリダ州のブロワード郡にある都市。人口は4万4229人（2020年）。フォートローダーデールと隣接している。

## 概要
1925年に町として法人化した。フォートローダーデールの郊外都市である。ゲイ、レズビアンの住民が多い。

## 交通
市域の西部を州間高速道路95号線、東部を国道1号線が通る。市域の中央部をフロリダ東海岸鉄道が通るが市内に駅はない。

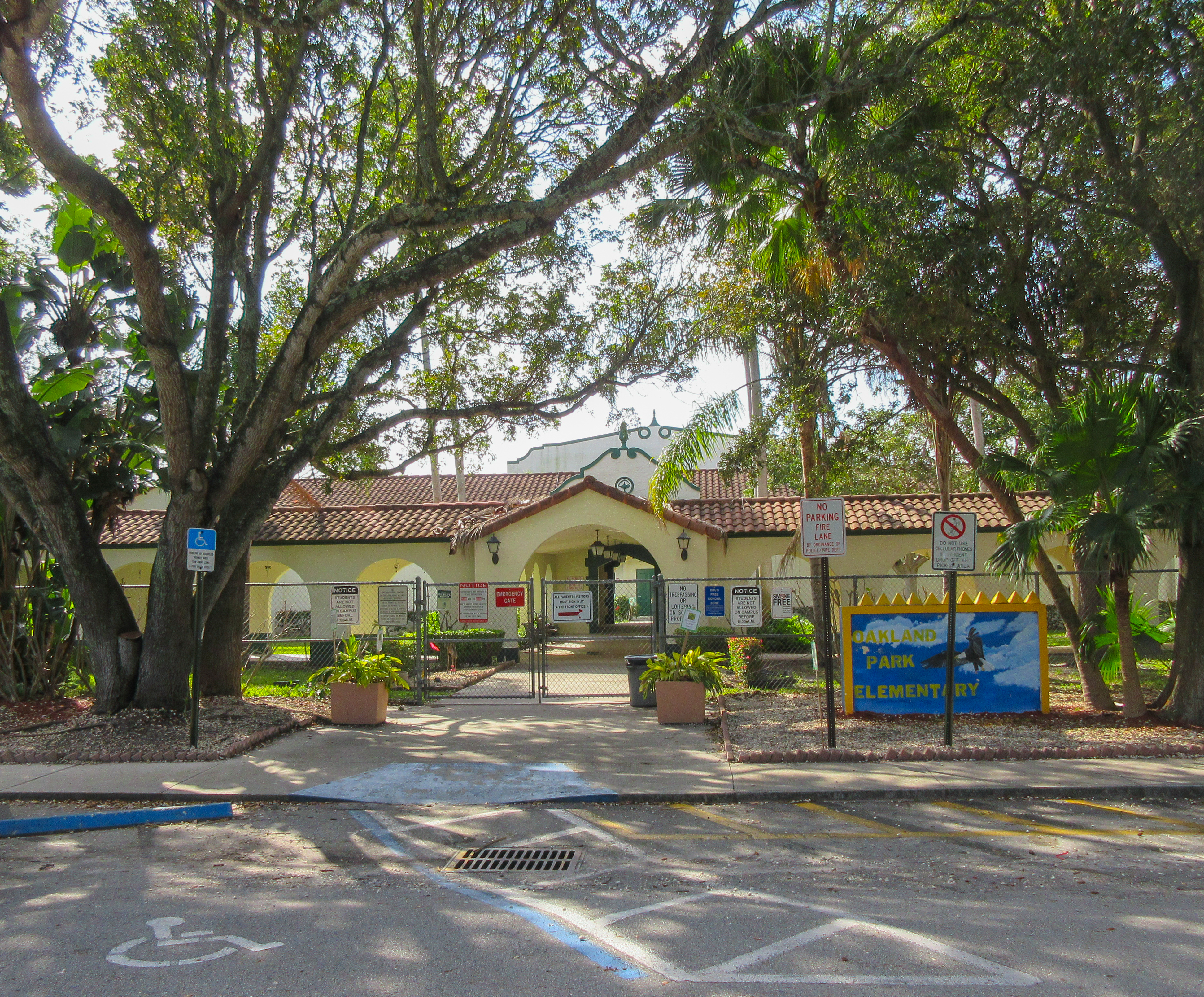
オークランドパーク小学校